# Icko Iben
Icko Iben, Jr. (27 de junio de 1931-11 de junio de 2025) fue un astrónomo estadounidense y profesor distinguido de la Universidad de Illinois, la misma donde obtuvo su doctorado en 1958. Es conocido principalmente por sus aportes en modelos estelares teóricos, la teoría de la evolución estelar, entre otros.
Recibió el premio Henry Norris Russell Lectureship en 1989 y la Medalla Eddington en 1990.